# Кристя, Адриан
Адриан Кристя (рум. Adrian Cristea; 30 ноября 1983, Яссы, Румыния) — румынский футболист, полузащитник. Участник чемпионата Европы 2008 в составе сборной Румынии.

## Карьера

### Клубная
С 2004 по 2010 год выступал за «Динамо» из Бухареста.
4 января 2010 года появилась информация, что Адриан может пополнить состав «Кубани», в которой его хочет видеть недавно возглавивший клуб Дан Петреску.

### В сборной
С 2007 по 2011 год играл в составе сборной Румынии. Участник чемпионата Европы 2008 года.

### Достижения
- Чемпион Румынии: 2013/14